# Agarista (planta)
Agarista es un género de  arbustos pertenecientes a la familia Ericaceae. Comprende 52 especies descritas y de estas, solo 31 aceptadas.

## Descripción
Son arbustos o árboles. Hojas generalmente alternas, perennes, pecioladas, la nervadura reticulódroma, los márgenes enteros, rara vez undulados, a serrados, o serrulado/ciliados. Inflorescencias generalmente axilares, racemosas o paniculadas; brácteas florales rara vez grandes y foliáceas; pedicelos articulados con el cáliz; bractéolas normalmente 2, basales a mediales a lo largo de los pedicelos. Flores 5-meras, sin aroma, la estivación imbricada; lobos del cáliz libres; corola simpétala, cilíndrica a urceolada; estambres 10, iguales, casi tan largos como la corola; filamentos distintos, iguales, geniculados; anteras sin apéndices, dehiscentes por poros elípticos, con tejido de desintegración blanco por detrás cerca del ápice; polen sin hilos de viscina; ovario súpero; estilo ligeramente hinchado cerca del ápice y por lo general ligeramente exerto. Frutos en cápsulas loculicidas, subglobosas, cortamente ovoides a ovoides, las suturas no engrosadas y sin separarse de las valvas en la dehiscencia.

## Taxonomía
El género  fue descrito por D.Don ex G.Don y publicado en A General History of the Dichlamydeous Plants 3: 788, 837–838. 1834. La especie tipo es: Agarista nummularia (Cham.) G.Don

## Especies aceptadas
A continuación se brinda un listado de las especies del género Agarista (planta) aceptadas hasta febrero de 2014, ordenadas alfabéticamente. Para cada una se indica el nombre binomial seguido del autor, abreviado según las convenciones y usos.
- Agarista albiflora (B.Fedtsch. & Basil.) Judd
- Agarista angustissima Taub.
- Agarista boliviensis (Sleumer) Judd
- Agarista bracamorensis (Kunth) G.Don
- Agarista chapadensis (Kin.-Gouv.) Judd
- Agarista chlorantha G.Don
- Agarista coriifolia (Thunb.) Hook. ex Nied.
- Agarista duartei (Sleumer) Judd
- Agarista duckei (Huber) Judd
- Agarista ericoides Taub.
- Agarista eucalyptoides (Cham. & Schltdl.) G.Don
- Agarista glaberrima (Sleumer) Judd
- Agarista hispidula (DC.) Hook. ex Nied.
- Agarista mexicana (Hemsl.) Judd
- Agarista minensis (Glaz. ex Sleumer) Judd
- Agarista niederleinii (Sleumer) Judd
- Agarista nummularia (Cham.) G.Don
- Agarista oleifolia (Cham.) G.Don
- Agarista organensis (Gardner) Hook. ex Nied.
- Agarista paraguayensis (Sleumer) Judd
- Agarista populifolia (Lam.) Judd
- Agarista pulchella G.Don
- Agarista pulchra G.Don
- Agarista revoluta (Spreng.) Hook. ex Nied.
- Agarista salicifolia (Lam.) G.Don
- Agarista sleumeri Judd
- Agarista subcordata (Dunal) Judd
- Agarista subrotunda G.Don
- Agarista uleana (Sleumer) Judd
- Agarista villarrealana L.M.González
- Agarista virgata Judd